# Pekuwon (Adimulyo)
Pekuwon is een bestuurslaag in het regentschap Kebumen van de provincie Midden-Java, Indonesië. Pekuwon telt 1396 inwoners (volkstelling 2010).